# طماريس (دار بوعزة)
طماريس هي إحدى مشيخات المملكة المغربية، تتبع جغرافيا لإقليم النواصر وإداريًا لدار بوعزة. يقدر عدد سكانها بـ 7687 نسمة حسب الإحصاء الرسمي للسكان والسكنى لسنة 2004.